# The Drums
The Drums é uma banda americana de indie rock, formada no bairro do Brooklyn, da cidade de Nova Iorque. Sua formação conta com os membros egressos da banda Elkland (antes, Goat Explosion), cuja existência foi muito exígua. Actualmente, o grupo está sob os selos Moshi Moshi/Island Records, Universal e Frenchkiss.

## Formação
Os dois membros fundadores, Jonathan Pierce e Jacob Graham, conheceram-se ainda bastante jovens numa colônia de férias de verão. Não muito tempo depois, eles formaram uma banda de estilo electro-pop chamada Goat Explosion, com a qual saíram em excursão pela América do Norte.

Os rapazes restaram longe por muitos anos. Jonathan formou a banda Elkland, cujo estilo era indie pop, que ganhou certa repercussão e firmou contracto com o selo Columbia Records. Por seu turno, Jacob Graham tinha a banda Horse Shoes e contracto com Shelflife Records. Eventualmente, ambos, entediados com a música electrónica, no estado da Flórida, em 2008 decidiram formar os The Drums com a troca dos sintetizadores por guitarras.

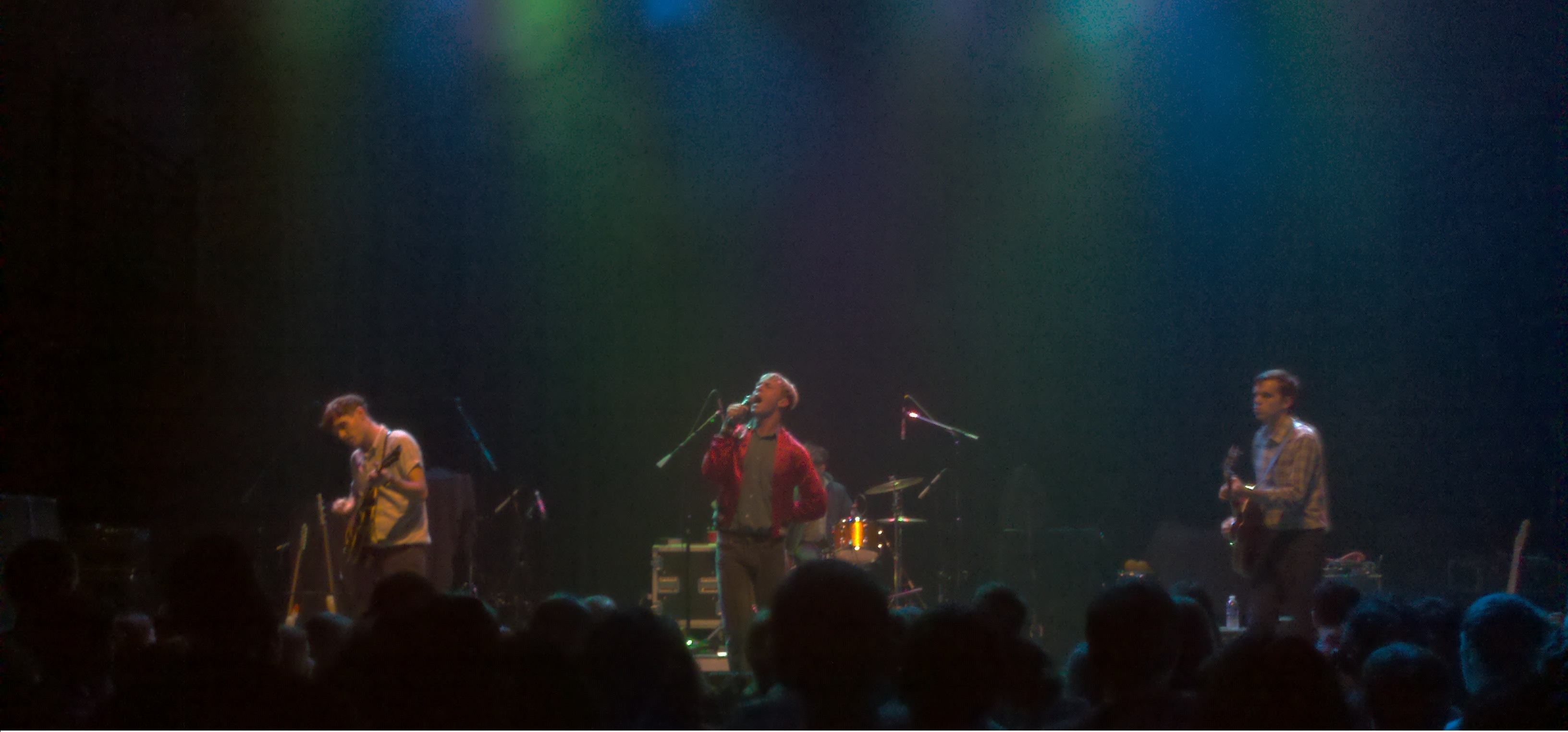
The Drums em apresentação no 9:30 Club, em 2010.

Em dezembro de 2009, a banda foi apontada como um dos quinze destaques de «BBC Sound of 2010» e, logo depois, em 4 de janeiro de 2010, foi indigitada como o quinto lugar na lista. The Drums também apareceu na revista «Cliché», no número referente a dez/2009 e jan/2010, na qual a matéria era uma entrevista exclusiva com o executivo Miguel Ángel Jimenez e o baterista Connor Hanwick. No primeiro número da revista «New Musical Express» do ano de 2010, a banda foi apontada como a primeira da lista de sugestões par'aquele ano, assim também sucedeu com as indicações da revista «Clash». The Drums foram escolhidos como a "Grande Esperança para 2010" na enquete de Pitchfork Media's 2009 Readers.
Em fevereiro de 2010, a banda fez shows no Reino Unido e na 2010 NME Awards Tour junto com The Maccabees, Bombay Bicycle Club e The Big Pink, além de abrirem os shows da turnê de 2010 de Florence and the Machine, Cosmic Love. Em Junho de 2010, abriram para o Kings of Leon no Hyde Park, em Londres.
No dia 16 de setembro de 2010, a banda anunciou na sua página do Facebook que o guitarrista Adam Kessler tinha deixado o grupo.
Depois do desastre no Japão, em 11 de abril de 2011, The Drums lançou o single "The New World". O "NME" anunciou em 5 de maio de 2011, que o line-up das apresentações ao vivo de The Drums incluiria os músicos Chris Stein e Myles Matheny (do Violens). Em junho de 2011 o baterista Danny Lee Allen (We Are Scientists, Youth Group) se juntou à banda, substituindo Chris Stein.
The Drums lançou seu segundo álbum Portamento, em 5 de setembro de 2011. O álbum foi todo gravado na cozinha do apartamento de Jacob Graham em Nova Iorque.

## Influências
O esquete anumera como suas maiores influências as bandas The Strokes, The Wake, The Smiths, Joy Division/New Order,  The Tough Alliance, The Legends, The Shangri-las, The Embassy e Orange Juice.
Jacob Graham menciona também que a reverberação tem importância no seu trabalho, dizendo: «...Se a reverberação não existisse, não nos animaríamos em formar uma banda.»

## Discografia

### Álbuns de estúdio
| Ano  | Detalhes                                                                                                 | Posição     | Posição | Posição | Premiações                    |
| Ano  | Detalhes                                                                                                 | Reino Unido | IRL     | AUS     | Premiações                    |
| ---- | --- | ----------- | ------- | ------- | ----------------------------- |
| 2010 | The Drums - Lançamento: 7 de junho de 2010 - Selo: Moshi Moshi / Island Records - Formatos: CD, download | 16          | 29      | 52      | - Reino Unido: Disco de prata |
| 2011 | Portamento - Lançamento: 2 de setembro de 2011 - Selo: Island Records - Formatos: CD, download           | 44          | 59      | 61      |                               |

### EP
| Ano  | Álbum                                                                                        | Reino Unido |
| ---- | -------------------------------------------------------------------------------------------- | ----------- |
| 2010 | Summertime! - Lançamento: 8 de março de 2010 - Selo: Moshi Moshi - Formatos: download, vinil | 193         |

### Compactos
| Ano  | Compacto                                           | Melhor posição | Álbum            |
| Ano  | Compacto                                           | Reino Unido    | Álbum            |
| ---- | -------------------------------------------------- | -------------- | ---------------- |
| 2009 | "Let's Go Surfing / Don't Be A Jerk Johnny" [a][b] | 107            | Summertime!      |
| 2009 | "I Felt Stupid / Down By The Water" [a]            | –              | Summertime!      |
| 2010 | "Best Friend"                                      | 110            | The Drums        |
| 2010 | "Forever and Ever, Amen"                           | 182            | The Drums        |
| 2010 | "Let's Go Surfing / Don't Be A Jerk Johnny" [b]    | 63             | The Drums        |
| 2010 | "Me and the Moon"                                  | –              | The Drums        |
| 2011 | "The New World"                                    | –              | Non-album single |
| 2011 | "Money"                                            | –              | Portamento       |

### Participações especiais
| Ano  | Compacto                                           | Melhor posição | Álbum        |
| Ano  | Compacto                                           | Reino Unido    | Álbum        |
| ---- | -------------------------------------------------- | -------------- | ------------ |
| 2011 | "In Your Eyes" (Edwyn Collins featuring The Drums) | –              | Losing Sleep |

## Vídeos
| Ano  | Mês     | Título                   | Director                           |
| ---- | ------- | ------------------------ | ---------------------------------- |
| 2009 | Agosto  | "Let's Go Surfing"       | David Fishel                       |
| 2010 | Janeiro | "I Felt Stupid"          | Chris Moukarbel and Valerie Veatch |
| 2010 | Março   | "Best Friend"            | The Drums                          |
| 2010 | Maio    | "Forever and Ever, Amen" | Surround and The Drums             |
| 2010 | Agosto  | "Down by the Water"      | Surround and The Drums             |
| 2010 | Outubro | "Me and the Moon"        | Surround and The Drums             |
| 2011 | Julho   | "Money"                  | M Blash                            |
| 2011 | Outubro | "How It Ended"           | Patrick Roberts                    |